# Moogie Canazio
Antonio "Moogie" Canazio es un productor discográfico e ingeniero de sonido brasileño, reconocido por su trabajo con artistas como Antônio Carlos Jobim, Caetano Veloso, Ivan Lins, João Gilberto, Ray Charles, Sarah Vaughan y Luis Miguel.

## Carrera
Nacido en Río de Janeiro, Canazio inició su carrera en la música como disc jockey y como baterista. A finales de la década de 1970 se mudó a Los Ángeles para iniciar una carrera en la producción discográfica.
Ha ganado dos premios Grammy, cinco premios Grammy Latinos y dos premios Midsouth Emmy. Se desempeñó también como vicepresidente del Consejo Directivo de la Academia Latina de la Grabación y presidente del Círculo de Productores e Ingenieros de dicha academia.

## Premios y nominaciones

### Premios Grammy
| Año  | Título            | Artista       | Categoría                             | Rol                  | Resultado |
| ---- | ----------------- | ------------- | ------------------------------------- | -------------------- | --------- |
| 1993 | Brasileiro        | Sergio Mendes | Mejor producción de álbum, no clásica | Ingeniero            | Nominado  |
| 1997 | Oceano            | Sergio Mendes | Mejor producción de álbum, no clásica | Ingeniero            | Nominado  |
| 2001 | João Voz e Violão | João Gilbero  | Mejor álbum de world music            | Ingeniero            | Ganador   |
| 2013 | The Absence       | Melody Gardot | Mejor producción de álbum, no clásica | Ingeniero            | Nominado  |
| 2019 | Sincera           | Claudia Brant | Mejor álbum de pop latino             | Productor, ingeniero | Ganador   |

Fuentes:

### Premios Grammy Latinos
| Año  | Título                | Artista        | Categoría                                             | Rol                  | Resultado |
| ---- | --------------------- | -------------- | ----------------------------------------------------- | -------------------- | --------- |
| 2000 | João Voz e Violão     | João Gilberto  | Mejor ingeniería de grabación para un álbum           | Ingeniero            | Nominado  |
| 2001 | Noites do Norte       | Caetano Veloso | Mejor ingeniería de grabación para un álbum           | Ingeniero            | Nominado  |
| 2002 | Sandy & Junior        | Sandy & Junior | Mejor ingeniería de grabación para un álbum           | Ingeniero            | Nominado  |
| 2004 | Brasileirinho         | Maria Bethânia | Mejor ingeniería de grabación para un álbum           | Ingeniero            | Nominado  |
| 2005 | Cantando Histórias    | Ivan Lins      | Álbum del año                                         | Productor, ingeniero | Ganador   |
| 2005 | Cantando Histórias    | Ivan Lins      | Mejor álbum de MPB                                    | Productor, ingeniero | Ganador   |
| 2008 | Dentro do Mar Tem Rio | Maria Bethânia | Mejor ingeniería de grabación para un álbum           | Ingeniero            | Ganador   |
| 2010 | Tua                   | Maria Bethânia | Mejor ingeniería de grabación para un álbum           | Ingeniero            | Nominado  |
| 2011 | Manuscrito            | Sandy          | Mejor ingeniería de grabación para un álbum           | Ingeniero            | Nominado  |
| 2016 | Like Nice             | Celso Fonseca  | Mejor ingeniería de grabación para un álbum           | Ingeniero            | Nominado  |
| 2016 | Derivacivilização     | Ian Ramil      | Mejor álbum en lengua portuguesa                      | Mezclador            | Ganador   |
| 2017 | Zanna                 | Zanna          | Mejor ingeniería de grabación para un álbum           | Ingeniero            | Nominado  |
| 2019 | O Tempo É Agora       | Anavitoria     | mejor álbum de pop contemporáneo en lengua portuguesa | Ingeniero            | Ganador   |

Fuentes: